# المغرب في الألعاب الأولمبية الصيفية 1996
شارك المغرب في دورة الألعاب الأولمبية الصيفية 1996، التي أقيمت في أتلانتا بالولايات المتحدة الأمريكية، في الفترة الممتدة من 20 يوليو إلى 14 أغسطس 1996. شارك المغرب في الأولمبياد بوفد رياضي قوامه 34 رياضيا ورياضية في 7 ألعاب هي ألعاب القوى والملاكمة و الجمباز ورفع الأثقال والجودو و كرة المضرب والمصارعة.

حصد المغرب ميداليتين برونزيتين في هذه الدورة محتلا المرتبة 70 في الترتيب النهائي بين 197 دولة مشاركة.
كانت لاعبة الجمباز نعيمة الغواتي آنذاك أصغر مشارك ضمن الوفد المغربي (20 سنة و 3 أيام) بينما كان أكبر ممثلي المغرب سنا الرباع مصطفى بويحمغت (32 سنة و 203 يوما).

## الميداليات
| الرياضي     | المنافسة    | ذهبيةذهبية | فضيةفضية | برونزية |
| ----------- | ----------- | ---------- | -------- | ------- |
| صلاح حيسو   | ألعاب القوى | -          | -        | 1       |
| خالد بولامي | ألعاب القوى | -          | -        | 1       |
| المجموع     | 2           | -          | -        | 2       |

## الرياضيون المشاركون

### ألعاب القوى
رجال
| العداء              | المسابقة       | النتيجة        | الرتبة              |
| ------------------- | -------------- | -------------- | ------------------- |
| عبد الرحيم بن رضوان | الماراطون      | 2 س 30:49      | 84 في النهائي       |
| لحلو بن يونس        | 800 متر        | 1:45.85        | أقصي في الدور الأول |
| هشام بوعويش         | 3000 متر موانع | 8:46.22        | 11 في النهائي       |
| إبراهيم بولامي      | 3000 متر موانع | 8:23.13        | 7 في النهائي        |
| هشام الكروج         | 1500 متر       | 3:40.75        | 12 في النهائي       |
| رشيد البصير         | 1500 متر       | 3:42.85        | أقصي في الدور الأول |
| عبد القادر المعزيز  | الماراثون      | 2 س 20:39      | 44 في النهائي       |
| علي التونسي         | الماراثون      | 2 س 36:01      | 98 في النهائي       |
| إبراهيم لحلافي      | 5000 متر       | 13:13.26       | 8 في النهائي        |
| ادريس المعزوزي      | 1500 متر       | 3:39.65        | 10 في النهائي       |
| عبد العزيز صاهير    | 3000 متر موانع | 8:33.90        | أقصي في نصف الهائي  |
| إسماعيل الصغير      | 5000 متر       | 13:22.89       | 11 في النهائي       |
| خالد السكاح         | 10000 متر      | 27:46.98       | 7 في النهائي        |
| العربي زروال        | 10000 متر      | لم يكمل السباق | أقصي في الدور الأول |
| خالد بولامي         | 5000 متر       | 13:08.37       | 3 في النهائي        |
| صلاح حيسو           | 10000 متر      | 27:24.67       | 3 في النهائي        |

سيدات
| العداءة    | المسابقة | النتيجة  | الرتبة               |
| ---------- | -------- | -------- | -------------------- |
| زهرة وعزيز | 5000 متر | 15:55.03 | أقصيت في الدور الأول |

### الملاكمة
| الملاكم       | الوزن        | النتيجة              |
| ------------- | ------------ | -------------------- |
| عبد الحق عشيق | الريشة       | أقصي في الدور الأول  |
| حميد برحيلي   | خفيف الذبابة | أقصي في ربع النهائي  |
| لحسن قابيل    | الوسط        | أقصي في الدور الثاني |
| هشام نافيل    | الديك        | أقصي في ربع النهائي  |
| محمد المصباحي | الوسط        | أقصي في الدور الأول  |
| محمد زبير     | الذبابة      | أقصي في الدور الأول  |

### الجمباز
| اللاعبة       | فردي متنوع | حركات أرضية | منصة القفز | المتوازي المختلف الارتفاع | عارضة التوازن |
| ------------- | ---------- | ----------- | ---------- | ------------------------- | ------------- |
| نعيمة الغواتي | الرتبة 74  | الرتبة 91   | الرتبة 81  | الرتبة 88                 | الرتبة 92     |

### جودو
| اللاعب                 | الوزن     | النتيجة |
| ---------------------- | --------- | ------- |
| عادل بلكايد            | نصف الوسط |         |
| عبد الواحد إدريسي شرفي | الخفيف    |         |
| عادل كعبة              | الوسط     |         |

### المصارعة
- محمد البصري
- رشيد بلعزيز
- عبد العزيز الصفوي
- أنور قندفيل
- عزيز الخلفي

### رفع الأثقال
- مصطفى بويحمغت في وزن الديك وحل في المرتبة 16 في النهائي ب 210 كلغ

### كرة المضرب
1. هشام أرازي و أقصي في الدور الأول أمام مارك روسي سويسرا